# Christian-Friedrich Vahl
Christian-Friedrich Vahl (* 1955 in Zeven) ist ein deutscher Herzchirurg, Liedermacher und Kulturförderer. Er war Direktor der Klinik für Herz-, Thorax- und Gefäßchirurgie an der Johannes Gutenberg-Universität Mainz.

## Biographie
Christian-Friedrich Vahl studierte Medizin, Kunstgeschichte, Philosophie und Soziologie. Das Medizinstudium absolvierte er von 1975 bis 1981 am Universitätsklinikum Göttingen und am Universitätsklinikum Heidelberg. Er war Stipendiat der Studienstiftung des deutschen Volkes. 1979 bis 1981 war Vahl zu einem Studienjahr an der Universidad Complutense de Madrid. 1986 wurde er zum Dr. med promoviert. 1981–84 war er zu einer wissenschaftlichen Grundausbildung am Institut für Physiologie der Universität Hamburg. Anschließend machte er eine klinische Weiterbildung am Deutschen Herzzentrum München und am Klinikum Augsburg. Dort wirkte er am Projekt „Qualitätssicherung in der Herzchirurgie“ mit. 1988 wechselte er zum Universitätsklinikum Heidelberg und habilitierte dort im Jahr 1995. 2002 erfolgte die Ernennung auf eine außerplanmäßige Professur an der Universität Heidelberg. Von 2004 bis zum Ruhestand 2020 war er Direktor der Klinik für Herz-, Thorax- und Gefäßchirurgie der Universitätsmedizin der Johannes Gutenberg-Universität Mainz.
Außer als Mediziner ist Vahl auch als Musiker und Kunst- und Kulturförderer tätig. Er hat seit den 1970er Jahren mehr als 400 Lieder geschrieben. Er veröffentlichte 1988 die LP „Im Augenblick“ mit eigenen Liedern zur Gitarre und tritt regelmäßig mit Liederprogrammen auf. Als Präsident des Mainzer Rotary Clubs setzte er sich in seinem Amtsjahr für die kulturelle Nutzung des Römischen Bühnentheaters in Mainz ein. Seit 2019 führt er gemeinsam mit seiner Frau die Mainzer Kunst Galerie. Seit 2020 ist er als Nachfolger von Hans Marg Vorsitzender der Initiative Römisches Mainz.
Für Aufsehen sorgte Vahl im Jahr 2019 in einer Infraschallstudie mit der Behauptung, Windkraft habe gesundheitsschädliche Auswirkungen; einem Faktencheck durch den Bundesverband Windenergie aus dem Jahr 2020 hielt Vahls Studie jedoch nicht Stand. Vahls Berechnungen basierten zudem auf Werten der Bundesanstalt für Geowissenschaften und Rohstoffe, der jedoch nachgewiesen werden konnte, dass deren Infraschallangaben für Windkraftanlagen jahrelang durch einen Rechenfehler um den Faktor 4000 zu hoch angesetzt waren.

## Auszeichnungen
- Stipendiat der Studienstiftung des deutschen Volkes
- Stipendiat am Colegio Mayor „Diego de Covarrubias“ der Universidad Complutense de Madrid
- Ernst-Derra-Preis der Deutschen Gesellschaft für Thorax-, Herz- und Gefäßchirurgie[10]
- Vorstand der Deutschen Gesellschaft für Herz-, Thorax- und Gefäßchirurgie (DGTHG)
- Präsidium der Deutschen Gesellschaft für Chirurgie
- Aufnahme in die Europäische Akademie der Wissenschaften und Künste

## Mitgliedschaften
Vahl ist Mitglied im Präsidium der Deutschen Gesellschaft für Chirurgie. Außerdem ist er ein Mitglied der Kommission „Leistungsevaluation in Forschung und Lehre“ der Arbeitsgemeinschaft der Wissenschaftlichen Medizinischen Fachgesellschaften (AWMF).
Weiter Mitgliedschaften:
- Deutsche Gesellschaft für Thorax-, Herz- und Gefäßchirurgie (DGTHG)
- Deutsche Gesellschaft für Kardiologie (DGK)
- Akademie der Wissenschaft
- Bund deutscher Chirurgen (BDC)
- Deutsche Gesellschaft für Thoraxchirurgie (DGT)
- European Association for Cardio-Thoracic Surgery (EACTS)
- Deutsche Gesellschaft für Gefäßchirurgie (DGG)
- European Society for Vascular Surgery (ESVS)

## Publikationen
Vahl ist Autor von mehr als 400 wissenschaftlichen Publikationen.